# 1990 في رومانيا
فيما يلي قوائم الأحداث التي وقعت خلال عام 1990 في رومانيا.

## سياسة

### تعيين في المنصب
- 18 يونيو – أدريان ناستاسه عضو مجلس النواب في رومانيا،Ministry of Foreign Affairs (Romania) [الإنجليزية]‏.

### انتهاء فترة المنصب
- 31 يوليو – أدريان ناستاسه عضو مجلس النواب في رومانيا.

## مواليد

### مارس
- 10 مارس – أدريان جتسويا لاعب كرة سلة روماني.
- 13 مارس – بوغدان كريسيوتويو لاعب كرة يد روماني.

### أبريل
- 3 أبريل – كرينا بنتيا لاعبة كرة يد رومانية.
- 7 أبريل – سورانا كريستيا لاعبة كرة مضرب رومانية.

### مايو
- 3 مايو – ألكسندرا كادانتو لاعبة كرة مضرب رومانية.

### يوليو
- 8 يوليو – ألكساندرو ماكسيم لاعب كرة قدم روماني.

### أغسطس
- 26 أغسطس – ايرينا كاميليا باغو لاعبة كرة مضرب رومانية.

### أكتوبر
- 17 أكتوبر – ماريوس كوبيل لاعب كرة مضرب روماني.

## وفيات

### يناير
- 31 يناير – الكساندرو تاتوس (مواليد 1937) مخرج أفلام روماني.